# Anfiteatro romano di El Jem
L'anfiteatro Cartaginese di El Jem è un anfiteatro nella moderna città di El Jem, in Tunisia (antica Thysdrus), spesso chiamato erroneamente colosseo poiché era in grado di ospitare 35 000 spettatori seduti. Solo il Colosseo di Roma, con più di 50 000 posti a sedere, era più capiente.

## Storia
L'anfiteatro di El Jem venne costruito dai romani sotto il proconsole Gordiano I (il quale venne acclamato imperatore a Thysdrus intorno al 238) per sostituirne uno di più antico anch'esso ancora parzialmente conservato. Fu probabilmente usato per spettacoli di gladiatori e corse dei carri. È possibile che la costruzione dell'edificio non sia mai stata completata.
Fino al diciassettesimo secolo rimase praticamente intatto. A partire da quel momento le sue pietre vennero usate per la costruzione del villaggio limitrofo di El Jem e della Grande moschea di Qayrawan e, durante un conflitto con gli Ottomani, i Turchi usarono l'artiglieria per stanare i ribelli nascosti al suo interno. I ruderi sono stati dichiarati patrimonio dell'umanità dall'UNESCO nel 1979.

## Galleria d'immagini

L'interno dell'anfiteatro
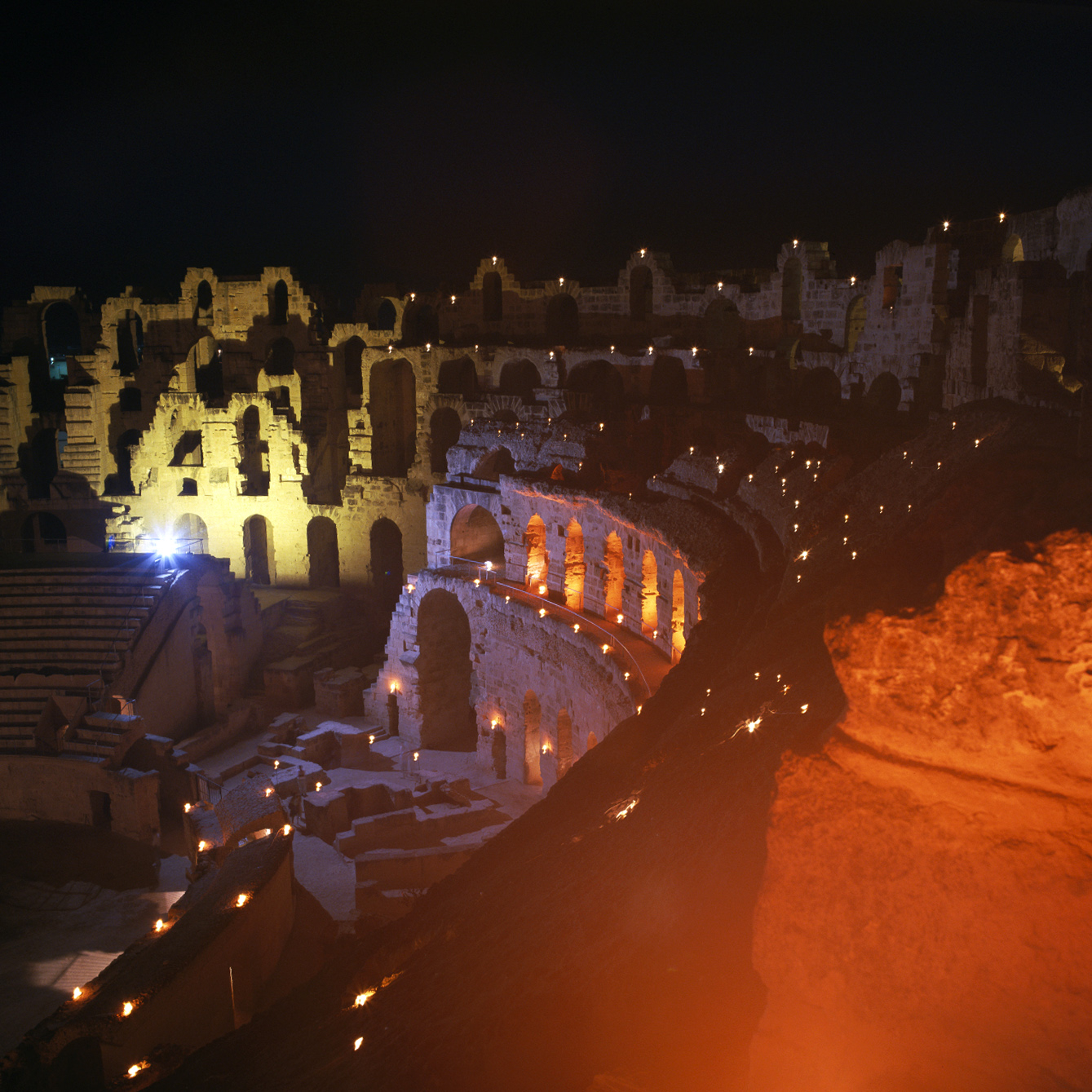
Illuminazione notturna
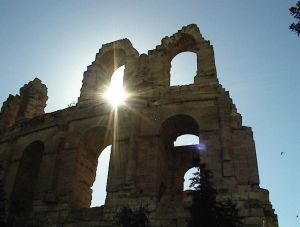
Il sole attraverso l'anfiteatro di El Jem
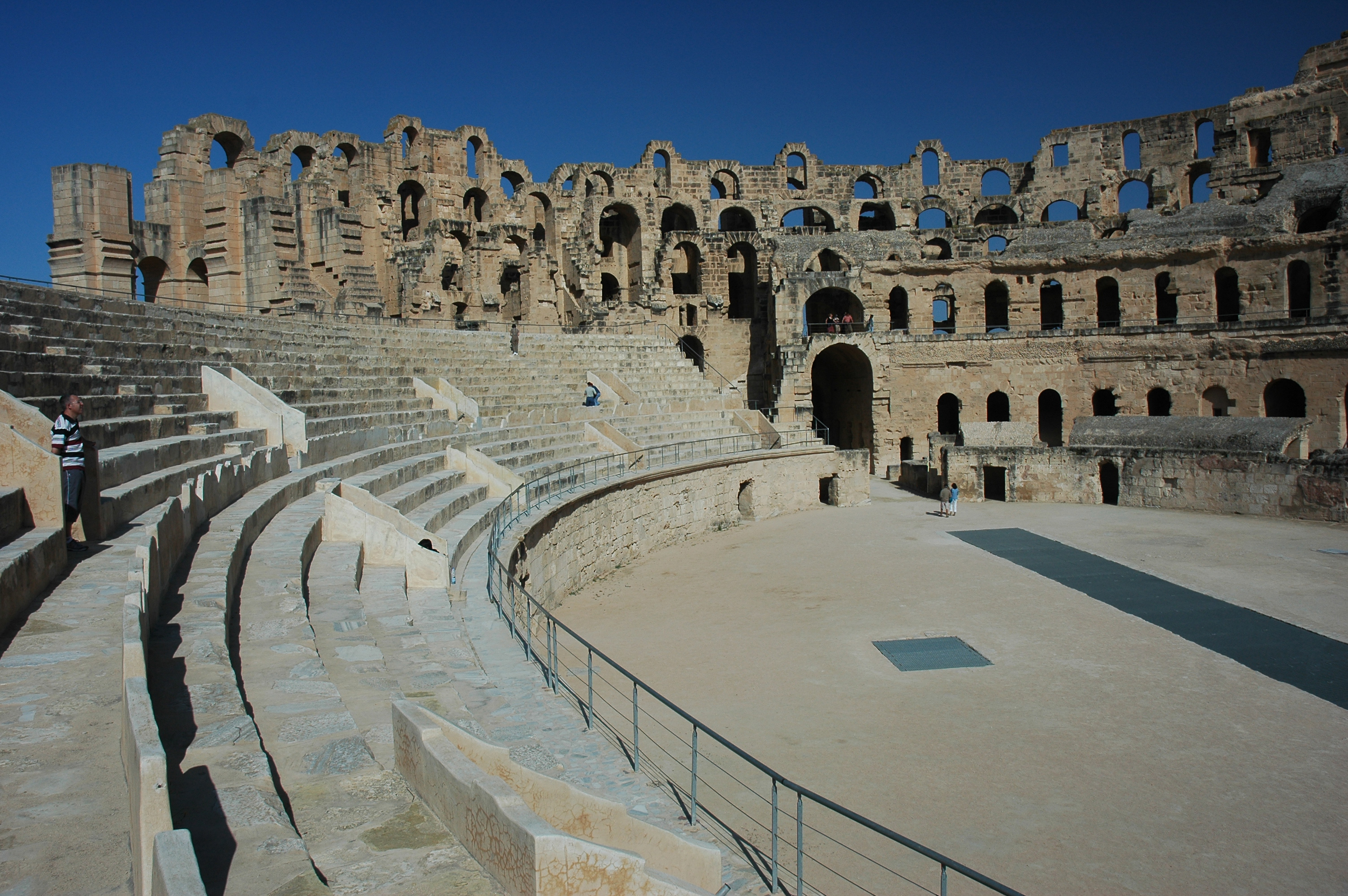
L'interno dell'anfiteatro